# Hot Hot Heat
Hot Hot Heat — канадская инди-рок-группа, образованная в 1999 году в Виктории, Британская Колумбия, Канада.

## История группы
С 1995 года Дастин Хортон и Стив Бейс вместе играли в разных группах. В 1998 г. они повстречали Пола Холи. Холи купил синтезатор Roland Juno-60 и попросил Бейса поиграть на нём, потому что никто другой не умел. Сам Холи стал играть на ударных. Хортон взялся за бас-гитару. Вокалистом стал их общий друг — Марник. Так, в 1999 году образовалась группа Hot Hot Heat, первоначальным стилем которой был синтипанк.
Вскоре группа лишилась своего вокалиста, и его место занял Стив Бейс. Четвёртым участником группы стал гитарист Данте Де Каро. В это время группа меняет направление на более мелодичный стиль. Находясь под влиянием новой волны таких групп из 80-х, как XTC, The Clash, Элвис Костелло и the Attractions. Новый состав группы, со Стивом Бейсом в роли вокалиста, быстро выпускает серию 7-дюймовых синглов и устраивает турне по Канаде и северному побережью США. Они выступали со схожими по стилю группами, такими как Les Savy Fav, The French Kicks, Radio 4, Ima Robot, и Pretty Girls Make Graves. Это турне привлекло внимание независимой звукозаписывающей компании Sub Pop Records из Сиэтла, которая подписала контракт с Hot Hot Heat. В 2002 году они выпустили EP Knock Knock Knock. Несмотря на то, что Hot Hot Heat начинали, как хардкор группа, ко времени сотрудничества с Sub Pop их музыка превратилась в то, что в будущем будут называть дэнс-панк. Группа стала в авангарде движения, которая в течение одного года взорвала инди-рок сцены.
В скором времени группа выпустила свой первый полноценный релиз Make Up the Breakdown, при помощи продюсера Джека Эндино, который продюсировал Nirvana. Этот альбом был очень хорошо принят критиками. Синглы с этого альбома «Talk to Me, Dance with Me» и «Bandages» постоянно крутились на MTV и радио.
Гитарист группы Данте Де Каро покинул группу после выхода второго альбома «Elevator», выпущенного Warner Bros.. Новым гитаристом стал Люк Пакин. Hot Hot Heat выступала на разогреве таких групп, как Weezer, Foo Fighters, The Killers.
В 2007 году был выпущен 3-й альбом группы «Happiness Ltd.», после чего группа выступала на разогреве у Snow Patrol в их летнем турне по США. В 2010 году был выпущен альбом «Future Breeds».
18 ноября 2023 года группа объявила в своём Instagram о воссоединении после восьмилетнего перерыва, с Бейсом, Холи, ДеКаро и Боссли. 1 декабря был выпущен сингл «Shock Me». Однако, воссоединение было недолгим, и уже 26 января 2024 года участники объявили о том, что воссоединение внезапно прервалось, так как Бейс не сможет участвовать.

## Состав

### Бывшие участники
- Стив Бейс[англ.] — вокал/клавишные (1999-2016, 2023)
- Пол Холи — ударные (1999-2016, 2023)
- Данте ДеКаро[англ.] — гитара (2001—2005, 2023)
- Паркер Боссли — бас-гитара (2008—2010, 2023)
- Дастин Хортон — бас-гитара (1999—2008)
- Мэттью Марник — вокал (1999—2000)[5]
- Люк Пакин — гитара (2005-2016)
- Льюис Хирн — бас-гитара (2010-2016)

## Дискография

### Альбомы
- Make Up the Breakdown (2002)
- Elevator (2005)
- Happiness Ltd. (2007)
- Future Breeds (2010)
- Hot Hot Heat (2016)
- Make Up the Breakdown (Deluxe Remastered) (2022) [6]

### Сборники
- Scenes One Through Thirteen (2002)

### Синглы
| Год  | Название                    | Высшая позиция в чарте | Высшая позиция в чарте | Высшая позиция в чарте | Альбом                |
| Год  | Название                    | US Mod                 | US Pop                 | UK                     | Альбом                |
| ---- | --------------------------- | ---------------------- | ---------------------- | ---------------------- | --------------------- |
| 2003 | «Bandages»                  | 19                     | —                      | 25                     | Make Up the Breakdown |
| 2003 | «No, Not Now»               | —                      | —                      | 38                     | Make Up the Breakdown |
| 2003 | «Talk to Me, Dance with Me» | 33                     | —                      | 78                     | Make Up the Breakdown |
| 2005 | «Island of the Honest Man»  | —                      | —                      | —                      | Elevator              |
| 2005 | «Goodnight Goodnight»       | 27                     | 73                     | 36                     | Elevator              |
| 2005 | «Middle of Nowhere»         | 23                     | —                      | 47                     | Elevator              |
| 2005 | «Christmas Day in the Sun»  | —                      | —                      | —                      | Вне альбома           |
| 2007 | «Give Up?»                  | —                      | —                      | —                      | Happiness Ltd.        |
| 2007 | «Let Me In»                 | —                      | —                      | 138                    | Happiness Ltd.        |
| 2007 | «Harmonicas & Tambourines»  | —                      | —                      | —                      | Happiness Ltd.        |
| 2010 | «21@12»                     | —                      | —                      | —                      | Future Breeds         |
| 2010 | «Goddess on the Prairie»    | —                      | —                      | —                      | Future Breeds         |
| 2023 | «Shock Me»                  | —                      | —                      | —                      | Вне альбома           |

### EP
- Hot Hot Heat four song 7" (1999)
- Hot Hot Heat Split the Red Light Sting (2000)
- Hot Hot Heat three song 7" (2001)
- Knock Knock Knock (2002)